# Quintus Caecilius
Quintus Caecilius (* um 130 v. Chr.; † 58 v. Chr.) war ein wohlhabender römischer Ritter und spielte als Onkel des Titus Pomponius Atticus, als familiaris des Lucius Licinius Lucullus und als Geldverleiher für die römische Aristokratie eine gewisse Rolle im spätrepublikanischen Rom.

## Leben
Über Caecilius’ Familie ist nur bekannt, dass er zu den Caecilii Metelli gehörte und seine Schwester die Mutter des Titus Pomponius Atticus war. Seit 65 v. Chr. war er in Rom in Geldgeschäften tätig. 58 v. Chr. starb er und hinterließ seinem Neffen Titus Pomponius Atticus, den er testamentarisch adoptierte, 10 Millionen Sesterzen und ein Anwesen auf dem Quirinal. Er wurde am fünften Meilenstein der Via Appia beigesetzt.

## Charakter
Cornelius Nepos schildert Caecilius als „quem nemo ferre posset“, also als unerträglichen Menschen.
Valerius Maximus überliefert, dass er sich verpflichtet hatte, seinen Freund Lucius Licinius Lucullus zum Erben einzusetzen und dann doch unerwartet für Atticus – der sich die Gunst seines charakterlich so schwierigen Onkels bis zu dessen hohem Alter zu bewahren wusste – testiert habe. Empört „legte das römische Volk dem Leichnam des falschen, arglistigen Menschen einen Strick um den Hals und schleppte ihn durch die Straßen“.

## Geschäftstätigkeit
Quintus Caecilius war in Rom in Geldgeschäften für die römische Aristokratie tätig. Wie Olaf Perlwitz ausführt, waren dabei durchaus Gefahren bis hin zum Verlust des eingesetzten Kapitals zu gewärtigen. So berichtet Cicero an Atticus, dass sein Onkel um eine ansehnliche Summe betrogen worden war. Auch gegenüber seinen Freunden ging Quintus Caecilius, der als Wucherer galt, nicht von seinem üblichen Zinssatz ab: „denn bei Caecilius kann sein eigenes Blut keinen Groschen für weniger als 12 % flüssig machen“.
Cicero pflegte ebenfalls geschäftliche Beziehungen mit Quintus Caecilius und war bestrebt, mit ihm auf gutem Fuß zu stehen. Caecilius wurde von Lucius Licinius Lucullus gefördert und führte möglicherweise einen Teil seiner Geschäfte in dessen Auftrag aus, der wegen seines Ranges als Senator keine Geldgeschäfte machen konnte.